# Latrunculia biformis
Latrunculia biformis är en svampdjursart som beskrevs av James Barrie Kirkpatrick 1907. Latrunculia biformis ingår i släktet Latrunculia och familjen Latrunculiidae. Inga underarter finns listade i Catalogue of Life.